# Karl-Heinz Nissen
Karl-Heinz Nissen (* 1918 in Wunstorf; † 2000 in München) war ein deutscher Jurist, Richter und Vizepräsident des Bundesfinanzhofs.
Nissen wurde am 1. März 1969 Richter am Bundesfinanzhof. Am 9. März 1979 übernahm er einen Senatsvorsitz und war zwischen 1. April 1981 und 30. November 1986 Vizepräsident am Bundesfinanzhof. Vor seiner Tätigkeit als Finanzrichter war er Ministerialrat im Bundesfinanzministerium.

## Auszeichnungen
- Großes Bundesverdienstkreuz (6. März 1987)[2]